# Dương Chấp Nhất
Dương Chấp Nhất (chữ Hán: 楊執一, ?-?) là một tướng lĩnh nhà Mạc, sau về hàng nhà Lê, nhưng được biết đến trong lịch sử vì bị cho là thủ phạm trong sự kiện đầu độc giết chết thủ lĩnh lực lượng Trung hưng nhà Lê là Nguyễn Kim. Tuy nhiên, việc Nguyễn Kim chết lại không làm suy yếu lực lượng Lê Trung hưng, mà lại dẫn đến sự kiện con thứ của Nguyễn Kim là Nguyễn Hoàng vào Nam trấn thủ, đẩy mạnh công cuộc khai phá và mở rộng cương vực lớn nhất cho quốc gia Đại Việt, mà sau này là Việt Nam.

## Danh tính
Sách Đại Việt sử ký toàn thư ghi nhận người đầu độc Nguyễn Kim là Trung Hậu hầu (忠厚侯). Đại Việt thông sử của Lê Quý Đôn cũng ghi chép tương tự. Sách Đại Nam thực lục chép tên ông là Trung (忠) mà không ghi nhận họ hay tước hiệu. Chỉ có sách Khâm định Việt sử Thông giám cương mục chép đầy đủ tên họ ông là Dương Chấp Nhất (楊執一) cùng tước hiệu Trung Hậu hầu. Hầu hết các sử gia về sau đều chấp nhận danh tính này.

## Hành trạng trong lịch sử
Sách Đại Việt sử ký toàn thư chép Trung Hậu hầu xuất thân là hoạn quan, làm quan từ thời Mạc Đăng Dung lên ngôi (1527-1529), qua đời vua Mạc Đăng Doanh, đến đời vua Mạc Phúc Hải, lên đến chức Chưởng bộ, một chức vụ võ quan cao cấp. Sách Cương mục bổ sung thêm, ghi Dương Chấp Nhất là người huyện Hoằng Hóa (nay thuộc tỉnh Thanh Hóa). Tháng 11 (âm lịch) năm Nhâm Thìn 1532, vua Mạc Đăng Doanh sai Dương Chấp Nhất là đại tướng lãnh binh thống quản Thanh Hoa tam phủ đồng tam ty, tổng trấn quân dân. Do có lời dèm của Tây An bá Lê Phi Thừa, Mạc Đăng Doanh bèn tách 7 huyện thuộc Thanh Hoa là Thụy Nguyên, An Định, Vĩnh Lộc, Đông Sơn, Cẩm Thủy, Thạch Thành và Quảng Bình, giao cho Phi Thừa cai quản, nhằm giám sát Dương Chấp Nhất, đề phòng Dương Chấp Nhất làm phản.
Sự đề phòng này hoàn toàn có cơ sở. Tuy nhiên, người làm phản lại là Lê Phi Thừa. Sau khi được binh quyền, Phi Thừa ngày càng tỏ ra kiêu căng phóng túng. Giữa năm Đinh Dậu 1537, Phi Thừa (bấy giờ đã được thăng tước Hầu) làm phản nhà Mạc, cho quân cướp bóc 3 ty rồi chạy sang Ai Lao thần phục vua Lê. Vua Lê dung nạp, cho giữ chức cũ. Năm 1541, nhân Phi Thừa có ý bất bình, càng ngày càng kiêu căng, ngang ngược, Nguyễn Kim sai người bóp cổ chết.
Khi lực lượng Lê Trung hưng trỗi dậy, đánh bại quân Mạc ở nhiều nơi. Năm 1543, quân Lê mở rộng địa bàn ở Thanh Hóa, tiến đến thành Tây Đô, Dương Chấp Nhất bèn đem con em, thuộc hạ ra đầu hàng, dâng thành Tây Đô cho vua Lê. Sự kiện này là lực lượng Lê Trung hưng rất phấn khởi. Vua Lê vì vậy vẫn cho Dương Chấp Nhất tiếp tục giữ binh quyền.
Cả Đại Việt sử ký toàn thư, Đại Nam thực lục, Cương mục đều cho rằng đây thực chất chỉ là hành vi trá hàng của Dương Chấp Nhất, nhằm mục đích ám sát vua Lê Trang Tông. Tuy nhiên, việc ám sát không thực hiện được. Vì vậy Dương Chấp Nhất mới đổi mục tiêu sang ám sát Nguyễn Kim, người thực sự nắm giữ binh quyền của lực lượng Lê Trung hưng.
Sau khi lấy được Tây Đô, quân Lê tiếp tục tiến về Ninh Bình, hướng về Thăng Long. Ngày 20 tháng 5 (âm lịch) năm Ất Tỵ 1545, Dương Chấp Nhất mời Nguyễn Kim sang chơi bên quân doanh của mình. Bấy giờ tiết trời mùa hè, đương lúc nắng nóng, Chấp Nhất mời Nguyễn Kim ăn dưa. Tuy nhiên, sau khi ăn dưa và ra về, khi về đến quân doanh của mình, Nguyễn Kim cảm thấy trong người không được khỏe và qua đời ngay sau đó. Dương Chấp Nhất ngay trong đêm đó trốn về lại với nhà Mạc.

## Hệ quả
Hành trạng sau đó của Dương Chấp Nhất không được sách sử nhắc đến. Về phía lực lượng Lê Trung hưng, sau khi Nguyễn Kim chết, quân Lê tinh thần dao động, các tướng lĩnh bàn lui về lại Tây Kinh (Thanh Hóa) để củng cố lực lượng. Tháng 8 (âm lịch) năm 1545, vua Lê Trang Tông phong con rể của Nguyễn Kim là Trịnh Kiểm làm Đô tướng, gia phong Thái sư, nắm toàn bộ binh quyền, được quyền tiền trảm hậu tấu cả về quân chính lẫn dân chính. Về sau, do lo ngại các con của Nguyễn Kim có khả năng chia sẻ quyền lực, Trịnh Kiểm bị cho rằng đã ám hại Nguyễn Uông và sau đó đẩy Nguyễn Hoàng đi trấn thủ phương Nam, nhằm loại trừ các nguy cơ. Tuy nhiên, việc Nguyễn Hoàng vào Nam lại mở đầu cơ nghiệp các chúa Nguyễn, mở rộng cương vực Đại Việt chưa từng có, và tạo tiềm lực cho các chúa Nguyễn cát cứ, dẫn đến thế cuộc Trịnh - Nguyễn phân tranh kéo dài 200 năm.